# الظلام الأبدي (لعبة فيديو)
الظلام الأبدي (لعبة فيديو) هي لعبة أكشن-مغامرات صدرت عام 2002، طوّرتها شركة سيليكون نايتس ونشرتها نينتندو حصريًا لمنصة جيم كيوب. أشرف على إنتاجها وإخراجها دينيس داياك، وتتمحور القصة حول مجموعة من الشخصيات عبر حقب زمنية تمتد لألفي عام في أربعة مواقع مختلفة حول العالم، بينما يواجهون قوى شريرة قديمة تسعى لاستعباد البشرية. تميزت اللعبة بميزة "تأثيرات الجنون" الفريدة، وهي تأثيرات بصرية وسمعية تهدف لإرباك اللاعب وكسر الجدار الرابع بشكل متكرر.
بدأ تطوير اللعبة بعدما أعجبت نينتندو بأداء سيليكون نايتس في لعبة "بلاد أومن: ميراث كاين" (1996)، حيث اقترحت التعاون على عنوان أصلي موجّه للجمهور الناضج. استلهم المطورون أفكارهم من أدب الرعب اللافكرافتي ومفهوم "البطل الأبدي"، مع تجنبهم عمدًا لصنع لعبة من نوع رعب البقاء.
كانت اللعبة مخصصة في الأصل لجهاز نينتندو 64، وأكملت معظم مراحل التطوير قبل نقلها لمنصة جيم كيوب القادمة. تُعد أول لعبة تنشرها نينتندو تحصل على تصنيف M (للكبار) من مجلس تصنيف البرامج الترفيهية (ESRB).
رغم حصول اللعبة على إشادة نقدية واسعة وفوزها بالعديد من الجوائز، إلا أنها فشلت تجاريًا حيث بيعت أقل من 500,000 نسخة عالميًا. تم استكشاف فكرة إنتاج جزء ثانٍ مباشر لكنها لم تر النور، وانتهى الأمر بإفلاس سيليكون نايتس وحلّها عام 2013. حاول داياك لاحقًا إنشاء لعبة روحية بعنوان "ظلال الأبديين" عبر استوديوه الجديد بريكيرسور جيمز، لكن حملتي التمويل الجماعي على كيكستارتر باءتا بالفشل، مما أدى إلى تعليق المشروع إلى أجل غير مسمى.
على مر السنين، اكتسبت اللعبة مكانة أسطورية حيث تُعتبر الآن من أعظم الألعاب في التاريخ، وكذلك واحدة من أفضل ألعاب الرعب على الإطلاق، بفضل سردها القصصي المبتكر وآليات اللعب الفريدة التي سبقت عصرها.

## طريقة اللعب
يُقدم اللعب من منظور الشخص الثالث، مع وجود خريطة داخلية لتتبع تحركات اللاعب. يحتوي نظام المخزون على أسلحة وأغراض تُستخدم لحل الألغاز، حيث يمكن دمج بعضها مع أدوات أخرى أو حتى تنشيطها بالسحر لإحداث تأثيرات مختلفة.
يعتمد القتال على نظام استهداف بسيط؛ إذ يمكن للاعب الهجوم بشكل عام في اتجاه ما، أو التركيز على عدو معين لاستهداف أجزاء محددة من جسده. على سبيل المثال، قطع رأس العدو يعميه في معظم الحالات. يواجه اللاعب أنواعًا متعددة من الأعداء، إما أن يهزمهم أو يتجنبهم، وينقسم كل نوع إلى عدة أشكال تختلف قليلًا في المظهر والسلوك. بينما قد تختلف الأعداء العادية فقط في اللون أو الشكل مع بعض الاختلافات البسيطة في السلوك، فإن الأعداء الأقوياء والزعماء يختلفون بشكل كبير في القوة والمهارات.
ينقسم سرد القصة إلى مرحلتين:
- المرحلة الرئيسية: سلسلة من الفصول يتحكم فيها اللاعب بشخصية جديدة في كل مرة.
- مرحلة الاستراحة: يستكشف فيها اللاعب قصرًا للعثور على صفحات الفصول وأغراض أخرى للتقدم في القصة.

تضم اللعبة 12 شخصية قابلة لللعب، موزعة على أربعة أماكن تعود إلى فترات زمنية مختلفة (أحيانًا بترتيب غير زمني). تختلف هذه الشخصيات في ثلاث خصائص أساسية: الصحة، والسلامة العقلية، والقدرة السحرية، كما أن الأسلحة المتاحة لكل شخصية تعتمد على الفترة الزمنية التي تنتمي إليها. مثلاً، الشخصيات من العصور القديمة تقتصر على الأسلحة القريبة مثل السيوف أو الأقواس، بينما الشخصيات من العصور اللاحقة تتمتع بإمكانية استخدام الأسلحة النارية.
تتفرع القصة بعدة مسارات بعد إنهاء الفصل الأول، حيث يؤثر اختيار اللاعب على:
- هوية الأعداء الثلاثة الذين سيظهرون في القصة.
- تغييرات طفيفة في طريقة اللعب، مثل تعديلات في الألغاز أو أماكن ظهور الأعداء، مما يؤثر على الاستراتيجية المتبعة.
- مستوى الصعوبة؛ فبعض الأعداء مثل تلك ذات اللون الأحمر تكون أقوى وتسبب ضررًا أكبر، مما يجعل المسار المرتبط بها أكثر تحديًا.
- لا يمكن الوصول إلى المسار المكتمل مرة أخرى إلا بعد إنهاء جميع المسارات الثلاثة، مما يشجع على إعادة اللعب لاكتشاف الفروقات بينها.

النظام السحري يمكن لمعظم الشخصيات استخدام السحر الذي يتألف من تعويذات متنوعة تُستخدم لإلحاق الضرر بالأعداء، أو حماية الشخصيات وعلاجها، أو حتى لحل بعض الألغاز. يُمكن للاعب تعيين التعويذات على أزرار محددة لاستخدامها بسرعة أثناء اللعب. بعد اكتشاف تعويذة جديدة، يُمكن استخدامها في الفصول اللاحقة وفترات الاستراحة. تتأثر جميع التعويذات بشكل أساسي بنوع "حجر الرون" المستخدم لتشغيلها، حيث توجد أربعة أنواع: الأحمر، الأخضر، الأزرق، والبنفسجي، كل منها يؤثر على خاصية مختلفة للتعويذة. بالإضافة إلى ذلك، تعمل هذه الأحجار بنظام "مقص-حجر-ورقة" في التفاعلات بينها. لصب التعويذة، يجب على اللاعب دمج سلسلة من أحجار الرون معًا، مع إمكانية تجربة تركيبات مختلفة بحرية. أشاد نقاد الألعاب بهذا النظام التجريبي الغني واعتبروه فريدًا من نوعه، مما يميز النظام السحري في هذه اللعبة عن أنظمة السحر في معظم الألعاب الأخرى.
تأثيرات العقلانية يُعد نظام "تأثيرات العقلانية" مفهوماً مبتكراً في اللعبة حصلت نينتندو على براءة اختراع له. بدءًا من الفصل الثاني، يجب على اللاعب مراقبة مقياس العقلانية (شريط أخضر) الذي ينخفض عند اكتشاف اللاعب من قِبل الأعداء. مع انخفاض المقياس، تبدأ تغييرات خفية في الظهور في البيئة المحيطة، بالإضافة إلى أحداث غريبة عشوائية تعكس تدهور الحالة العقلية للشخصية.
تتنوع هذه التأثيرات بين طفيفة وقوية:
- تأثيرات خفيفة: مثل ميلان زاوية الكاميرا، أو تتبع تماثيل للشخصية بأعينها، أو أصوات مزعجة.
- تأثيرات قوية: مثل ظهور دماء على الجدران والأسقف، أو دخول غرفة غير منطقية ليكتشف اللاعب لاحقًا أنه لم يغادر الغرفة الأصلية، أو موت الشخصية المفاجئ.
- كسر الجدار الرابع: مثل ظهور إعلانات مزيفة لـ"جزء قادم" من اللعبة، أو محاكاة أعطال تقنية في شاشة التلفزيون أو جهاز الجيم كيوب. قد تحدث هذه التأثيرات إما بسبب انخفاض العقلانية أو كأحداث مبرمجة مسبقًا. بينما لا تؤثر الأخيرة على اللعب، إلا أنها قد تُخدع اللاعب باعتقاده أنها أعطال حقيقية في النظام.

## القصة
تدور أحداث لعبة "إيترنال داركنيس" في أربعة مواقع خيالية رئيسية تتنقل بينها أحداث اللعبة. تشمل هذه المواقع مجمع المعابد تحت الأرض المعروف باسم "المدينة المحرمة" في بلاد فارس، ومعبد خمير في أنغكور ثومبكمبوديا، وكاتدرائية أوبلييه في أميان بفرنسا، بالإضافة إلى عقار عائلة رويڤاس في رود آيلاند الذي يخفي تحته مدينة تحت أرضية قديمة تدعى إين'غا. تتنقل القصة بين هذه المواقع عبر فصول زمنية مختلفة تمتد بين عام 26 قبل الميلاد وعام 2000 ميلادي، حيث يعيش اللاعب أحداث كل فصل من خلال شخصية مختلفة وبترتيب غير زمني.
وفي عام 2000 ميلادي، تعود ألكسندرا رويڤاس إلى قصر عائلتها في رود آيلاند بعد العثور على جدها إدوارد رويڤاس، آخر أقاربها على قيد الحياة، مقتولاً بطريقة وحشية. بعد أسبوعين من التحقيقات العقيمة التي أجرتها الشرطة المحلية، تقرر أليكس البحث بنفسها عن أدلة داخل القصر، لتكتشف غرفة سرية تحتوي على كتاب مجلد بجلد بشري يُدعى "سفر الظلام الأبدي". عند قراءتها للكتاب، تكتشف أنه يحوي سجلات لشخصيات عاشت في عصور مختلفة، بدءاً بقصة بيوس أغسطس في عام 26 قبل الميلاد. كان بيوس قائداً عسكرياً رومانياً مرموقاً أُرسل في مهمة إلى بلاد فارس للعثور على قطعة أثرية مهمة. هناك، تقوده أصوات غامضة إلى مجمع المعابد تحت الأرض المعروف باسم "المدينة المحرمة"، حيث يعثر على ثلاث قطع أثرية، كل منها يحوي جوهر كائنات قوية شبيهة بالآلهة تُعرف باسم "القدماء": تشاتور'غا، زيل'لوثاث، وأولياوث. عندما يحاول بيوس لمس إحدى هذه القطع الأثرية، تُفسده قوتها الخارقة فيتحول إلى مخلد غير ميت بينما يكتسب قوة هائلة، ليتعهد بالولاء للكائن القديم المرتبط بتلك القطعة الأثرية ويبدأ العمل على استدعائه إلى هذا الكون. أما القطعتان الأخرتان اللتان لم يخترهما بيوس، فقد أُبعدتا عن متناوله، حيث تمثل إحداهما الكائن القديم الأقوى من الذي اختاره، بينما تمثل الأخرى الكائن الأضعف.

### سرد اللعبة
بقي الأثر الذي يمثل الكائن القديم الأضعف في المدينة المحرمة. في عام 565 ميلادي، يخوض سيفٌ شاب يدعى كريم رحلة إلى المدينة المحرمة بحثاً عن كنزٍ من أجل امرأة يحبها. عند العثور عليه، يضحي بنفسه ليصبح حارساً له. يعود بيوس إلى بلاد فارس في العصور الوسطى لبناء عمود اللحم في المدينة المحرمة كجزء من خطط سيده. في عام 1460 ميلادي، يُؤسر روبرتو بيانكي، مهندسٌ من البندقية يسافر عبر المنطقة، على يد بيوس الذي يتخفى في هيئة قائد عسكري. خلال فترة استعباده، يقابل شبح كريم الذي يعهد إليه بالأثر الذي بحوزته. يحاول روبرتو تحذير بيوس من المخاطر الكامنة لكنه يُلقى في البرج ليصبح جزءاً من أساساته مع العديد من الضحايا الآخرين.
بعد قرون في عام 1991 ميلادي، يعمل رجل الإطفاء الكندي مايكل إدواردز مع فريقه لإخماد حرائق النفط الكبرى في الشرق الأوسط بعد حرب الخليج. بعد انفجارٍ قتل فريقه بأكمله وحبسه في المدينة المحرمة، يقابله شبح روبرتو الذي يعطيه الأثر ويأمره بأخذه إلى عقار عائلة رويڤاس. يدمر مايكل المدينة المحرمة بقنبلة معززة بالسحر، ثم يسلّم الأثر سراً لإدوارد رويڤاس محذراً إياه أنه "لن يصمد ليلة واحدة". نقل بيوس الأثر الذي يمثل الكائن القديم الأقوى إلى كاتدرائية أوبلييه في أميان بفرنسا لمنع استخدامه ضده. أولاً، أمر باغتيال شارلمان لمنعه من عرقلة خططه. في عام 814 ميلادي، يحاول رسول فرنجي يدعى أنطوني تحذير شارلمان لكنه يصل متأخراً ويموت بسبب لعنة أصابته.
عندما أعيد بناء الموقع لاحقاً ككاتدرائية، استدعى بيوس مخلوقاً يدعى الحارس الأسود لحماية الأثر. في عام 1485 ميلادي، يتهم الراهب الفرنسيسكاني بول لوثر بقتل زميله أثناء زيارته للكاتدرائية. أثناء محاولته تبرئة نفسه، يواجه الحارس الأسود الذي يقتله على الفور. في عام 1916 ميلادي، أثناء الحرب العالمية الأولى، يكتشف المراسل الحربي بيتر جاكوب اختفاء المرضى من المستشفى الميداني الذي أقيم في الكاتدرائية. في السرداب، يهزم الحارس الأسود ويستعيد الأثر. بعد عقود، يزور بيتر المسن إدوارد ويسلمه الأثر بعد رواية تجربته. وفي عام 1150 ميلادي، يسافر بيوس إلى معبد في أنغكور ثوم بكمبوديا للتعامل مع مانتوروك، الكائن القديم القوي المعارض لسيده. تتعثر العبدة الخميرية الصغيرة إيليا في المعبد وتلتقي بخادم مانتوروك الذي يعهد إليها بحماية جوهر الكائن القديم في جسدها قبل أن يقتلها بيوس.
في عام 1983 ميلادي، يكتشف عالم الآثار إدوين ليندسي جثة إيليا أثناء بعثته الأثرية في كمبوديا. بعد أن كاد بيوس (المتخفي كرفيق له) أن يقتله، يتلقى إدوين جوهر مانتوروك من شبح إيليا ويسلمه لإدوارد بعد أسابيع. بينما تدور المعركة حول امتلاك القطع الأثرية القوية للكائنات القديمة، يخفي عقار عائلة رويڤاس في رود آيلاند بالولايات المتحدة أسراره الخاصة. في عام 1760 ميلادي، يرث الدكتور ماكسيميليان رويڤاس، أحد أسلاف أليكس وجدها، القصر العائلي ويبدأ بالتحقيق في أسراره. سرعان ما يكتشف كهفاً ضخماً تحت القصر يحتوي على مدينة قديمة تدعى إين'غا. عند عودته لطلب المساعدة، يتم اعتباره مصاباً بالهذيان وينتهي به المطاف في مصحة عقلية حتى نهاية حياته. وفي عام 1952 ميلادي، يرث الدكتور إدوارد رويڤاس (عالم نفس سريري آنذاك) العقار. أثناء استكشافه للمنطقة تحت الأرض، يكتشف أن المدينة تحتوي على آلات سحرية ويستخدمها لإلحاق أضرار جسيمة بالمدينة عبر تعويذة تدميرية قوية. مدركاً أن هذا غير كافٍ، يقرر البحث في "سفر الظلام الأبدي" استعداداً للمعركة الحاسمة. لكن بعد عقود، يُقتل إدوارد بوحشية على يد أحد "حراس" إين'غا. تقرر أليكس، بعد أن تعلمت كل ما يمكن من السفر، إنهاء المعركة. بعد استعادة القطع الأثرية من داخل القصر، تخوض رحلة إلى إين'غا وتستخدمها مع آلات المدينة لاستدعاء كائن قديم منافس لمواجهة سيد بيوس. تشارك أليكس بعدها في قتال ضد بيوس بمساعدة أرواح الشخصيات المذكورة في السفر، وتتمكن في النهاية من هزيمته وتدمير جوهر سيده الذي ينهزم أمام منافسه. ثم يتدخل روح إدوارد بسرعة لاستخدام آلية إين'غا وإعادة الكائن المستدعى قبل أن يتسبب بأي ضرر للعالم. بعد إكمال المسارات الثلاثة للقصة، يكشف إدوارد رويڤاس حقيقة مذهلة: جميع المسارات حدثت في نفس الوقت ضمن خطوط زمنية منفصلة. يمتلك مانتوروك، الذي تخصص في الفوضى، القدرة على التلاعب بالزمان والمكان بشكل خفي. قام بتحريض الكائنات القديمة الثلاثة ضد بعضهم البعض حتى دمر بعضهم بعضاً، ثم دمج الخطوط الزمنية في انتصار واحد كامل. الآن لم يتبق سوى مانتوروك الذي يموت ببطء وهو "يدبر المكائد".

## التطوير
صدرت لعبة "إيترنال داركنيس" عن استوديو "سليكون نايتس" الكندي للنشر، بينما تولت شركة "نينتندو" اليابانية مهمة التوزيع. تولى دينيس داياك من "سليكون نايتس" مهام الإخراج والإنتاج. تعود جذور المشروع إلى منتصف تسعينيات القرن الماضي، عندما لاحظ موظفو "نينتندو" لعبة "بلاد أومن: ليجاسي أوف كاين" (1996) من إنتاج الاستوديو خلال معرض "إي3" للألعاب. بدأ التعاون بين الشركتين بعدما سعت "نينتندو" لإثراء مكتبتها بألعاب موجهة للجمهور الناضج.

سعى القائمون على اللعبة لابتكار تجربة رعب تختلف عن نمط "رعب البقاء" السائد. وصف داياك أسلوبهم بأنه "نهج كلاسيكي أكثر عمقًا"، مصنفًا إياها كـ"إثارة نفسية" بدلاً من حبكات الرعب الشبيهة بأفلام الدرجة الثانية مثل سلسلة "ريزدنت إيفل". كما أراد الفريق تقديم رد على الجدل الدائر حول تأثير الألعاب، حيث علق داياك:
"كانت الألعاب تتهم بمحاكاة العنف والتلاعب بعقول اللاعبين، ففكرنا: لم لا نصنع لعبة تتلاعب بعقول اللاعبين حقًا؟".
استلهم الفريق أعمال إدغار آلان بو، وأدب الرعب الكثولوي، ومفهوم "البطل الأبدي" لمايكل موركوك. استفاد داياك، المهتم بالتاريخ، من أحداث الشر الواقعية عبر العصور لبناء عالم قصصي مقنع. نشأت فكرة نظام "الجنون" من لعبة الأدوار الورقية "كال أوف كثولو"، واجه الفريق تحديات تقنية في تنفيذ تأثيرات النظام وإقناع "نينتندو" بالموافقة عليها، حيث خشيت الشركة أن يظن اللاعبون أن التأثيرات تشير إلى عطل تقني، أو أن يتسبب رد فعلهم عليها بإتلاف الأجهزة فعليًا، كمحاولة إخراج بطاقة الذاكرة عند ظهور رسالة مزيفة عن التنسيق. حصلت "نينتندو" على براءة اختراع لنظام الجنون عام 2005. بدأت اللعبة في الأصل كمنتج موجّه لجهاز نينتندو 64 (N64)، حيث استخدم الفريق برنامج "ثري دي ستوديو ماكس" للنمذجة ثلاثية الأبعاد و"فوتوشوب" لإنشاء القوام. كانت اللعبة تتطلب وحدة تخزين كبيرة من نوع "كارترج اللعبة"، وتضمنت تسجيلات صوتية كاملة للمشاهد السينمائية مع دعم تقنية الصوت المحيط. كما صُممت لدعم ملحق "بطاقة التوسعة لجهاز نينتندو 64" لزيادة سعة الذاكرة (وإن لم يكن إلزامياً). بحلول عام 2000، اكتملت أجزاء كبيرة من التطوير، وعُرضت نسخة قابلة للعب في معارض الألعاب. لكن مع تراجع دعم نينتندو 64 استعداداً لإطلاق جهاز "غيم كيوب" الجديد، قررت نينتندو نقل التطوير للجهاز الجديد قبل أشهر من اكتمال اللعبة. وفقاً للمصمم الرئيسي تيد ترافر، جاء القرار لتعزيز مكتبة ألعاب الغيم كيوب، ولتفادي التكاليف المرتفعة لإنتاج خراطيش الألعاب مقارنة بالأقراص البصرية.
تطلبت عملية النقل إعادة بناء محرك التصيير، وأدوات التطوير، والأصول الصوتية والفنية من الصفر. وعلى الرغم من صعوبة العملية، وفر الجهاز الجديد قدرات أعلى في عرض المضلعات وذاكرة أكبر للقوام. كان من المقرر أن تكون اللعبة من ألعاب الإطلاق، لكن التطوير تأخر. وقرب نهاية التطوير، أرسلت نينتندو مصممي ألعاب لمساعدة الفريق في تحسين اللعب. بعد أحداث 11 سبتمبر، قرر الاستوديو إزالة شخصية "جوزيف دي مولاي" بسبب ارتباطها التاريخي بالحملات الصليبية في الشرق الأوسط، تجنباً لأي إساءة محتملة. استُبدل جوزيف بشخصية رجل إطفاء يعمل في حرائق آبار النفط، مع حذف كل النصوص العربية من القوام، بينما بقيَت البيئات الشرق أوسطية كما هي.

## الإصدار والاستقبال
صدرت لعبة الظلام الأبدي: قداس العقل لأول مرة عن شركة نينتندو في 24 يونيو 2002 في أمريكا الشمالية، تلاها إصدار ياباني في 25 أكتوبر، ثم أوروبي في 1 نوفمبر، وأخيراً أسترالي في 7 نوفمبر من نفس العام. مثلت اللعبة علامة فارقة لنينتندو كأول إنتاج تنشره يحصل على تصنيف "M" (للكبار) من مجلس تصنيف البرامج الترفيهية (ESRB) في أمريكا الشمالية، مخالفاً بذلك سلسلة إصداراتها السابقة التي استهدفت جماهيراً أصغر سناً.

### أفلام قصيرة مستوحاة من اللعبة
في عام 2002، أطلقت نينتندو بالتعاون مع شركة "هايبنوتيك" للإنتاج السينمائي مسابقةً لإنتاج أفلام قصيرة مستوحاة من عالم اللعبة. تلقى المشروع أكثر من 500 مشاركة، تم اختيار 10 متسابقين نهائيين حصل كل منهم على مبلغ 2000 دولار لإنتاج أفلامهم. عرضت الأفلام المختارة بين 23 مايو و4 يوليو 2002، مع منح جائزة كبرى قدرها 20,000 دولار للمنتج الفائز كما حددتها لجنة من الخبراء. حقق فيلم غير محبوب للمخرج باتريك دوتيرز الجائزة الكبرى، بينما فاز فيلم المهملات أو المشاهد المحذوفة لتايلر سبانجلر ومايكل سيوني بجائزة اختيار الجمهور. الجدير بالذكر أن شركة هايبنوتيك حصلت أيضاً على حقوق إنتاج عمل سينمائي أو تلفزيوني مستوحى من عالم اللعبة.

## الاستقبال النقدي
حظيت لعبة الظلام الأبدي: قداس العقل بإشادة نقدية واسعة عند إصدارها، حيث حصلت على متوسط تقييمات تجاوزت 9/10 على كل من موقعي غايم رانكنغز (GameRankings) وميتـاكريتيك (Metacritic). منحت شركة الترفيه الرقمي الشهيرة اللعبة جائزة اختيار المحرر، ووصفتها في مراجعتها بأنها: "إنجاز مذهل لا ينبغي تجاهله ببساطة. الألعاب لا تأتي أفضل من هذا".
من جهته، أشاد المحرر سكوت آلان ماريوت من AllGame باللعبة ووصفها بأنها "ممتعة" و"تستحق التجربة بالتأكيد"، رغم انتقاده الطفيف لـ"خطية اللعب" و"انخفاض مستوى الصعوبة". على الرغم من الثناء النقدي، لم تحقق اللعبة نجاحاً تجارياً كبيراً، حيث بيع منها أقل من 500,000 نسخة عالمياً. في اليابان، بلغت مبيعاتها 17,748 نسخة حتى 31 ديسمبر 2006، بينما بيعت 20,000 نسخة في كندا.

## الجوائز والتكريمات
حصدت لعبة "إيترنال داركنيس: سانيتيز ريكوييم" تقديراً واسعاً في المحافل النقدية، حيث فازت بجائزة "الإنجاز المتميز في تطوير الشخصيات أو القصة" خلال حفل توزيع جوائز الإنجاز التفاعلي السادس. كما نالت ترشيحات في أربع فئات مرموقة أخرى شملت: "لعبة الكونسول لهذا العام"، و"الابتكار المتميز في ألعاب الكونسول"، و"الإنجاز المتميز في التوجيه الفني"، و"الإنجاز المتميز في تصميم الصوت".
في يونيو 2002، اختارها موقع "جيم سبوت" كأفضل لعبة فيديو للشهر. كما توجت في نهاية العام بثلاث جوائز ضمن فئات "أفضل صوت على غيم كيوب"، و"أفضل قصة على غيم كيوب"، و"أفضل رسومات (فنية) على غيم كيوب"، إلى جانب ترشيحاتها في فئات "أفضل موسيقى"، و"أفضل لعبة أكشن-مغامرات"، و"لعبة العام" لمنصة غيم كيوب.
كرمها موقع "جيم سباي" بجائزتها الفخرية "يوم المجسّ (كثولو)" خلال فعاليات جوائز لعبة العام، تقديراً لتميزها في تجسيد عناصر الرعب الكثولوي الفريدة.

## التقييم
حظيت لعبة "إيترنال داركنيس" بتقدير كبير عبر السنين في مختلف التصنيفات العالمية. في عام 2006، صنفتها مجلة "نينتندو باور" في المركز 101 بين أفضل الألعاب على منصات نينتندو، بينما اختارها قراء موقع "آي جي إن" كثاني أفضل 96 لعبة في التاريخ عبر جميع المنصات. وفي عام 2009، أدرجتها مجلة "أوفيشيال نينتندو ماغازين" في المركز 48 بين أفضل ألعاب نينتندو.
في تصنيفات ألعاب منصة غيم كيوب، حققت اللعبة مراكز متقدمة:
- المركز السابع في تصنيف برنامج "إكس-بلاي" عام 2006..
- المركز الخامس في تصنيف موقع "آي جي إن" عام 2007.
- المركز العاشر في تصنيف موقع "سكرو أتاك" نفس العام.
- المركز الرابع في قائمة مجلة "غيم إنفورمر" لأفضل ألعاب غيم كيوب في يناير 2009.

في مجال ألعاب الرعب، صنفتها كل من "إكس-بلاي" و"غيم إنفورمر" كثاني أكثر 5 ألعاب رعباً في التاريخ. كما اختيرت لحظة تأثير الجنون المزيفة "تلف البيانات" كثاني أكثر 9 لحظات صادمة في تاريخ الألعاب حسب موقع "سكرو أتاك" عام 2008.
حظيت شخصية أليكس رويڤاس بتكريم خاص، حيث:
- ضمت إلى قائمة "أعظم 50 بطلة في تاريخ ألعاب الفيديو" من موقع "تومز غيمز" عام 2007.
- حلّت في المركز 40 في تصنيف موقع "كومبلكس" لأعظم البطلات في تاريخ ألعاب الفيديو عام 2013.[37]
- دعا العديد من المحللين والنقاد إلى إنتاج جزء جديد للعبة، حيث:[38]
- أدرجها موقع "آي جي إن" في قائمة "سلاسل الرعب التي يجب أن تعود" عام 2008.
- وضعها موقع "غيمز رادار" بين الألعاب ذات "الإمكانات غير المستغلة" عام 2009.
- ضمها موقع "يو جي أو" إلى قائمة الألعاب "التي تحتاج إلى أجزاء جديدة" عام 2010.

## الإرث والظهور اللاحق
ظهرت شخصية أليكس رويڤاس بشكل قصير في لعبة القتال الشهيرة "سوبر سماش برذرز ألتميت" (2018) كواحدة من "الأرواح" التي يمكن للاعبين جمعها. في المعركة المرتبطة بروح أليكس، يتعين على اللاعب هزيمة شخصية "زيرو سويت ساموس" من سلسلة "ميترويد" بينما تنعكس الشاشة بشكل عشوائي خلال القتال.

### الجزء الثاني الملغى
في عام 2006، أجاب دينيس داياك بـ"نعم بالتأكيد" عندما سُئل عن إمكانية إنتاج جزء ثانٍ، موضحاً أن "سليكون نايتس" صممت اللعبة الأصلية لتكون قائمة بذاتها، لكنهم أرادوا تطوير ألعاب أخرى في نفس الكون القصصي الذي تدور فيه أحداث الصراع مع الكائنات القديمة. خلال فعاليات "مايكروسوفت سبرينج شوكيس" عام 2008، ذكر داياك أن هناك "احتمالاً قوياً" لعودة الفريق إلى عالم "إيترنال داركنيس".
بحلول عام 2011، أعلنت "سليكون نايتس" تركيزها على أحد أكثر عناوينها طلباً من الجمهور للجيل القادم من الأجهزة، بالتزامن مع تجديد "نينتندو" لحقوق العلامة التجارية، مما أثار شائعات عن إصدار جزء جديد مع طرح جهاز "وي يو". لكن المشروع ألغي بسبب المشاكل القانونية التي واجهتها الشركة مع "إبيك غيمز". وانتهت أي إمكانية لتطوير جزء ثانٍ بعد إعلان إفلاس "سليكون نايتس" وإغلاقها عام 2013.
ظلت "نينتندو" تجدد حقوق العلامة التجارية بشكل متكرر، مما أبقى على التكهنات بإمكانية إعادة إصدار اللعبة أو تطوير جزء جديد في المستقبل.

### ظل الخالدين
في مايو 2013، أطلقت شركة "بريكيرسور جيمز"، التي تضم العديد من أعضاء "سليكون نايتس" السابقين، حملة تمويل جماعي على موقعها الإلكتروني لجمع 1.5 مليون دولار لتطوير خليفة روحي لـ"إيترنال داركنيس" تحت عنوان "ظل الخالدين"، المخطط إصداره على مايكروسوفت ويندوز. كان من المفترض أن تصدر اللعبة على شكل 12 حلقة مدة كل منها 2-4 ساعات، مع مشاركة دينيس داياك كمدير إبداعي رئيسي. في نفس الشهر، أطلقت حملة تمويل ثانوية على "كيكستارتر" تهدف لجمع 1.35 مليون دولار خلال 36 يومًا. بحلول أوائل يونيو، وبعد جمع نصف المبلغ المطلوب فقط، قررت الشركة إغلاق الحملتين مع رد جميع الأموال للمتبرعين، ووعدت بإطلاق حملة جديدة بعد أسابيع للاستفادة من "فرص جديدة مثيرة ستجعل اللعبة أفضل مما تصورنا".
في أواخر يونيو، اعتقل كينيث مكولوش، العضو المؤسس في "بريكيرسور" والمصمم المشارك لكل من "إيترنال داركنيس" و"ظل الخالدين"، بعد اعترافه بتهم تتعلق بإباحية الأطفال، مما دفع الاستوديو لقطع جميع العلاقات معه على الفور. أطلقت حملة "كيكستارتر" جديدة في يوليو بهدف جمع 750 ألف دولار هذه المرة، مع تحويل شكل اللعبة من 12 حلقة إلى تجربة واحدة مدتها 8-10 ساعات. كانت اللعبة تتبع المحقق بول بيكر أثناء تحقيقه لمجزرة عصابة في لويزيانا وكشفه لحقيقة "الخالدين"، مع تغطية أحداث تمتد على 2500 عام في المجر وإنجلترا ومصر والولايات المتحدة.
اشترت "بريكيرسور" أصولًا فنية من "سليكون نايتس" كان من المقرر استخدامها في الجزء الثاني من "إيترنال داركنيس". ورغم احتفاظ "نينتندو" بحقوق اللعبة الأصلية وبراءة اختراع عداد "الجنون"، إلا أنها أبدت دعمها للمشروع.
في سبتمبر، أُجل "ظل الخالدين" إلى أجل غير مسمى بسبب نقص التمويل. وصف موقع "ذا إسكابيست" الحملات المتعددة الفاشلة بأنها "سيرك" وأظهرت افتقارًا للثقة بالمطورين. بينما كتب كايل هيلارد من "غيم إنفورمر" أنه لم يفاجأ بتعليق المشروع نظرًا لأنه "عانى من مشاكل" منذ الإعلان الأول عنه.
في أكتوبر 2014، أسس دينيس داياك شركة ترفيه جديدة تحت اسم "كوانتوم إنترانجلمنت إنترتينمنت"، حيث كان أحد مشاريعها الأولى إعادة إطلاق تطوير لعبة "ظل الخالدين". كما كان داياك يدرس تحويل المشروع إلى عمل سينمائي أو تلفزيوني. بحلول يناير 2018، أُغلقت الشركة بهدوء وأُلغي إنتاج اللعبة، ليؤسس داياك بعدها استوديو جديداً باسم "أبوكاليبس ستوديوز" معلناً عن لعبة تقمص أدوار جديدة بعنوان "ديدهاوس سوناتا". وصف داياك اللعبة الجديدة بأنها تجمع عناصر من أعماله السابقة، بما في ذلك "الإيحاءات الكثولوية المستوحاة من إيترنال داركنيس"، مع التركيز على سرد قصصي غامر وميكانيكيات لعب مبتكرة في عالم خيالي مظلم.